# Новороссийск (шхуна)
«Новороссийск» (до 1856 года англ. Madge) — английский товарный пароход, затем парусно-винтовая шхуна Черноморского флота Российской империи. В течение службы совершала плавания в Чёрном и Азовском морях, использовалась для выполнения лоцмейстерских работ и несения брандвахтенной службы, а также принимала участие в русско-турецкой войне 1877—1878 годов. Шхуна находилась с составе флота с 1856 по 1884 год, после чего была переоборудована в блокшив, прослуживший до 1901 года.

## Описание судна
Парусно-винтовая шхуна с железным набором корпуса и деревянной обшивкой, водоизмещение судна составляло 197 тонн, между перпендикулярами составляла 39,6—39,62 метра, ширина с обшивкой — 5,49—5,5 метра, осадка носом 1,98 метра, а осадка кормой 2,9 метра. На шхуне была установлена одна горизонтальная двухцилиндровая паровая машина простого расширения мощностью 40 номинальных лошадиных сил, что составляло 110 индикаторных лошадиных сил, и один железный котёл, в качестве движителя помимо парусов использовался один гребной винт. Все механизмы, первоначально установленные на шхуне, были производства Charles Lungley, позднее использовался котёл производства фирмы Maudslay Son & Field. Максимальная скорость шхуны могла достигать 6 узлов.
С 1860 по 1876 год вооружение состояло из двух 3-фунтовых медных фальконетов, а по состоянию на 1880 год — из двух 4-фунтовых пушек образца 1867 года, по другим данным из двух 8-фунтовых орудий. Во время русско-турецкой войны 1877—1878 годов на шхуне в качестве дополнительного вооружения устанавливались 2 картечницы Гатлинга.

## История службы
Судно было заложено в 1855 году на верфи Charles Lungley в Дептфорте, в том же году было спущено и под именем «Madge» использовалось в качестве товарного парохода. В 1856 году пароход был приобретён Военным министерством для нужд Отдельного Кавказского корпуса и под именем «Новороссийск» в качестве шхуны включён в состав корпуса. В том же году шхуна выходила в плавание к восточным берегам Чёрного моря и принимала участие в захвате Гагр.
В кампанию 1857 года выходила в крейсерское плавание к восточным берегам Чёрного моря, а также перевозила десантные войска из Сухума в Гагры. 2 (14) декабря 1857 года, как и остальные шхуны, принадлежавшие корпусу, была передана Морскому министерству и включена в состав Черноморской флотилии.
В кампании 1858 и 1859 годов выходила в крейсерские плавания к берегам Абхазии, при этом в кампанию 1858 года командир шхуны капитан-лейтенант Н. Л. Хадыкин был награждён орденом Святого Владимира IV степени за 18 морских кампаний.
В кампании с 1860 по 1867 год совершала плавания между черноморскими портами и у побережья Абхазии. При этом в 1861 году во время ремонта на шхуне был установлен новый паровой котёл фирмы Maudslay Son & Field, а в 1866 году командир шхуны капитан-лейтенант В. В. Ильин был награждён крестом за службу на Кавказе. В кампанию 1867 года, как и в кампанию следующего 1868 года, помимо Чёрного моря, также совершала плавания и в Азовском.
В кампании с 1869 по 1871 год выходила в плавания в Азовское и Чёрное моря, а также несла брандвахтенную службу в Керчи. В кампанию 1872 года также совершала плавания в Чёрном море в составе экспедиции, целью которой было установление хронометрической связи турецких портов Чёрного моря с Севастополем. В кампанию 1873 года выходила в плавания к восточным берегам Чёрного моря, в следующем 1874 году — в Азовское и Чёрное моря и в кампанию 1876 года — вновь в Чёрное море.
Принимала участие в русско-турецкой войне 1877—1878 годов в качестве брандвахтенного судна в Очакове и использовалась для охраны оборонительных минных заграждений. Помимо этого, в кампании 1877 и 1878 годов совершала плавания в Чёрном море. В кампанию 1878 года командир шхуны капитан-лейтенант П. Ф. Саблин был награждён медалью «В память русско-турецкой войны 1877—1878 годов»;
После войны в кампании с 1879 по 1881 год шхуна выходила в плавания в Чёрное море, а в 1883 году помимо плаваний в Чёрном море несла брандвахтенную службу в Одессе и Керчь-Еникальском канале. При этом в 1880 году на судне был установлен отремонтированный паровой котёл с парохода «Прут», а в 1882 году вооружение шхуны было заменено на две 87-миллиметровых стальных нарезных орудия.
12 (24) декабря 1884 года шхуна «Новороссийск» была признана непригодной для дальнейшей службы и исключена из списков судов флота. В 1889 году шхуна была переоборудована в блокшив с присвоением № 6, а в 1901 году блокшив был разобран на дрова и металл в Севастополе.

## Командиры шхуны
Командирами парусно-винтовой шхуны «Новороссийск» в составе Российского императорского флота в разное время служили:
- капитан-лейтенант С. С. Сенявин (в 1856 году и 1858—1859 годы)[29];
- капитан-лейтенант Н. Л. Хадыкин (1857—1858 годы)[30];
- лейтенант, а с 17 (29) апреля 1862 капитан-лейтенант В. В. Ильин (1860—1867 годы)[31];
- капитан-лейтенант П. С. Горчаков (1868—1871 годы)[32];
- капитан-лейтенант Г. Н. Федотов (1872—1873 годы)[19];
- капитан-лейтенант Федотов (с 17 (29) сентября 1873 года до 1 (13) января 1874 года)[33];
- капитан-лейтенант П. М. Григораш (с 1 (13) января 1874 года до 23 декабря 1874 (4 января 1875) года)[33][34];
- капитан-лейтенант П. Ф. Саблин (1875—1880 годы)[24];
- лейтенант А. В. Невражин (1883 год)[35].